# Greg Graffin
Dr. Gregory Walter Graffin III (Racine, Wisconsin, Estats Units, 6 de novembre de 1964), més conegut com a Greg Graffin és el líder, fundador i vocalista del grup de punk rock Bad Religion.

## Biografia
Va formar Bad Religion el 1979 a l'edat de 16 quan estava a l'escola. El grup publicà un EP titulat "Bad Religion" el 1981 i es va dissoldre el 1984, per a després reagrupar-se el 1987.
Van signar amb Epitaph Records, un segell discogràfic creat originalment per ells per a llançar els seus discos, el primer llançat sota aquest segell va ser Suffer el 1988. Aquest disc és emblemàtic en la història del rock per l'aparició d'un marcat estil propi del grup, anomenat hardcore melòdic, basat en gran part en la melodia del folk i la força del punk, i que seria imitat i popularitzat per altres grups de Califòrnia a principis dels anys 90, com Offspring, Pennywise, NOFX, No Use For A Name, i més tard per altres europees com Millencolin, No Fun At All o Burning Heads.
Els tres discos més populars sota el segell Epitaph són No Control, Against the Grain i Generator. Grafin va enregistrar un àlbum com solista el 1997 titulat American Lesion.
Al juny de 2005, es va dir que Grafin continuaria el seu projecte com a solista amb el llançament d'un altre àlbum el 2006. L'àlbum, anomenat "Cold As The Clay", està compost per 11 temes de música folk nord-americana dels segles xviii i xix a més d'alguns escrits per ell mateix.
Els seus discos en solitari serveixen com mostra de la puresa melòdica de les seves particulars intencions creatives, amb acostaments al folk i al country nord-americans, i a altres melodies del pop que, amb Bad Religion fusiona al costat del punk, al hardcore i al rock.
Graffin es va titular en antropologia i geologia a la Universitat de Califòrnia, Los Angeles. També va obtenir un màster en geologia a UCLA i va rebre la seva Ph.D. en paleontologia evolutiva a la universitat Cornell.
No obstant això segons un video de la pàgina web oficial de Bad Religion i també disponible en la pàgina web de "The Cornell Evolution Proyect" la tesi va ser oficialment en zoologia, supervisada per William B. Provine a la universitat Cornell.
La tesi es va titular "Monisme, Ateisme i la visió del món del naturalista; Perspectives des de la biologia de l'evolució". (Monism, Atheism and the naturalist worldvision: Perspectives from evolutionary biology). La tesi és descrita essencialment com un PhD en biologia de l'evolució, però també arriba a rellevància en història i filosofia de les ciències.